# Fabiola Méndez
Fabiola Méndez (Caguas) es una cuatrista, compositora y educadora afro-puertorriqueña.
Es la primera persona en graduarse del Berklee College of Music que toca el cuatro puertorriqueño como instrumento principal.
Fue nombrada artista latina del año en 2023 por los Boston Music Awards y en el mismo año recibió una nominación al Premio EMMY para Niños y Familias.

## Trayectoria
Comenzó a tocar el cuatro a los seis años; posteriormente, comenzó sus estudios musicales en la Escuela Libre de Música Antonio Paoli de Caguas y en el Conservatorio de Artes del Caribe, en su país natal. Finalmente, concluyó sus estudios en la Berklee College of Music.

Desde 2022 es artista residente en la Boston Landmarks Orchestra y declara que tiene una relación sentimental con su instrumento, el cual fue fabricado con la madera que un luthier le tomó prestada a un árbol sembrado en su tierra. 
Es como llevar un pedacito de mi tierra a donde quiera que voy porque, metafóricamente y literalmente, fue confeccionado a mano en Puerto Rico. Es como si yo estoy llevando un cantito de un árbol que creció en mi tierra.
Ha colaborado con artistas como Totó La Momposina, Pedro Capó, Andy Montañez, Danny Rivera y la Orquesta Sinfónica de Puerto Rico, Bad Bunny entre otros.

## Arte

### Estilo musical
Su estilo es la música jíbara, en donde destaca el folclor puertorriqueño desde su experiencia como parte de la diáspora en Estados Unidos.

### Influencias
Entre las influencias que la compositora tiene, se encuentran Ladislao Martínez, más conocido como El Maestro Ladí, quien fue uno de los pioneros del cuatro moderno y uno de los compositores que más música escribió para dicho instrumento, así como también Maso Rivera, Pancho Ortiz Piñeiro, Archilla (Sarrail), Edwin Colón Zayas, Quique Domenech, Prodigio Claudio y, aunque el reconocimiento a las mujeres cuatristas no fue tanto, ella reconoce a Maribel Delgado y Emma Colón Zayas. Sin embargo, también se inspira en la patria, la lucha, memoria y libertad puertorriqueña.

### Vídeos musicales y actuaciones
En 2023 participó en la composición y ejecución de la banda sonora del cortometraje Beautiful, FL de Disney+ y en 2024 se presentó en Tiny Desk durante el mes de la herencia latina. 
Desde 2024 participa en Alma’s Way’ (PBS Kids), una serie infantil que llegó durante la pandemia y que desde entonces le permite componer música para la televisión.

## Discografía
- Flora Campesina (2024)[14][15]
- Afrorriqueña (2021)
- Reconectar (2020)
- Dame coquito (2019)
- Al otro lado del charco (2019)

## Filmografía
Negrura (2022) es un documental en donde reseña las historias de personas afrolatinas que viven en Boston. Cada relato está acompañado por música improvisada, que Méndez grabó mientras les escuchaba.

## Premios
Entre los premios que la artista tiene se encuentran:
- En 2024 fue nombrada Mujer del Año por Magacín del diario El Nuevo Día.
- Recibió el título de Artista Latina del Año 2023 de los Boston Music Awards.
- En 2023 recibió una nominación al EMMY para Niños y Familias.
- En 2022 recibió el Premio Quincy Jones.
- En 2022 fue galardonada con el Premio Lucille y Jack Yellen de la Fundación ASCAP